# Mole Beach
Mole Beach (portugisiska: Praia Mole) är en strand i Brasilien.   Den ligger i delstaten Santa Catarina, i den södra delen av landet, 1 300 km söder om huvudstaden Brasília. Mole Beach ligger vid sjön Lagoa da Conceição.